# Джанфранческо Гонзага (1446 – 1496)
Вижте пояснителната страница за други личности с името Джанфранческо Гонзага.
Джанфранческо Гонзага (на италиански: Gianfrancesco Gonzaga; * 4 октомври 1446, Мантуа, Маркграфство Мантуа; † 28 август 1496, Боцоло) от рода Гонзага е италиански кондотиер и 1-ви граф на Сабионета от 1479 г. до смъртта си. Джанфранческо става основател на две княжески линии – на херцозите на Сабионета и на принцовете на Боцоло.

## Произход
Той е третият син на Луиджи III Гонзага (* 1412, † 1478), маркграф на Мантуа, и на съпругата му Барбара фон Бранденбург (* 1423, † 1481). По бащина линия е внук на Джанфранческо I Гонзага, 5-ти капитан на народа на Мантуа, господар на Мантуа и първи маркграф на Мантуа, и Паола Малатеста, а по майчина – на маркграф Йохан „Алхимиста“ от Бранденбург-Кулмбах и принцеса Барбара фон Саксония-Витенберг. Има четири братя и пет сестри:
- Федерико I (* 1441; † 1484), 3-ти маркграф на Мантуа, съпруг на Маргарита Баварска
- Франческо (* ок. 1444; † 1483), кардинал, епископ на Бресаноне и после на Мантуа
- Паола Бианка (* 1445, † 1447)
- Сузана (* 1447, † 1481), монахиня кларисинка в манастира „Санта Паола“ в Мантуа
- Доротея (* 1449; † 1468), годеница на Галеацо Мария Сфорца, херцог на Милано
- Чечилия (* 1451, † 1474), монахиня в манастира „Санта Киара“ в Мантуа
- Родолфо (* 1452; † 1495), господар на Кастильоне и на Солферино, съпруг на Антония Малатеста и на Катерина Пико дела Мирандола
- Барбара (* 1455; † 1503), херцогиня на Вюртемберг като съпруга на Еберхард I
- Лудовико (* 1460; 1511, Гацуоло), епископ на Мантуа (1483), маркграф на Кастел Гофредо, Кастильоне и Солферино
- Паола (* октомври 1463, Мантуа; † 1497, Гориция), ∞ 1478 за Леонард фон Гьорц (* 1440, † 1500), граф на Гориция, от когото няма деца

Има и две полусестри от извънбрачни връзки на баща си.

## Биография

### Ранни години
Още от ранна възраст, заедно с братята си Федерико, Франческо, Родолфо и Лудовико, Джанфранческо получава образование под ръководството на изтъкнати учители, според традицията, въведена от Виторино да Фелтре. Сред наставниците му са Оньобене Бонизоли от Лониго и Бартоломео Саки, известен като Платина. 
През 1458–1459 г. е изпратен от баба си и дядо си по майчина линия в Германия, за да изучава немски език.
Началото на 60-те години на XV век бележи ключов период за династията Гонзага, в който се редят важни политически и фамилни събития. Младият Джанфранческо участва активно в тях, пеавейки първите си стъпки в международната сцена.
През декември 1461 г. брат му Франческо е провъзгласен за кардинал от папа Пий II. През пролетта на следващата година 17-годишният Джанфранческо, придружен от чичо си Алесандро, съпровожда брат си по пътя към Римската курия. През 1463 г. заедно с брат си  Родолфо участва в делегация до Инсбрук, която трябва да доведе бъдещата съпруга на брат му Федерико – Маргарита фон Вителсбах.
Същата година възниква открита криза между Мантуа и Милано, породена от отказа на Сфорца да спазят брачните споразумения между Галеацо Мария Сфорца и Доротея Гонзага. В резултат на напрежението и прекратеното сътрудничество между Милано и маркиз Луиджи III Гонзага, през есента на 1465 г. Джанфранческо е изпратен от баща си в Неаполското кралство. Заедно със секретаря Антонио Донато де Мео и съветниците Франческо Секо и Гуидо да Баньо той проучва възможността да постъпи на служба при крал Фернандо II и да натрупа опит във военното дело.
През 1466 и 1467 г. той пребивава в Неаполитанското кралство с няколко посещения на Рим. Кореспонденцията му с баща му разкрива както политическото, така и военното му обучение, като той е придружен от свита от 40 души и постоянно страда от недостиг на средства. През април 1466 г. Галеацо Мария Сфорца и крал Фернандо II подписват нов договор с Мантуа, чрез който Джанфранческо е назначен за генерал-лейтенант на неаполитанските войски в Северна Италия. Според писмо от 4 май същата година той получава и годишна издръжка от 500 дуката.
През 1467–1469 г. воюва под командването на херцога на Калабрия и Федерико да Монтефелтро, в служба на крал Ферднандо II както в Неаполитанското кралство, така и в Централна Италия. 
В началото на 1469 г. се озовава в Рим при брат си кардинала, търсейки по-добра перспектива. Благодарение на него получава папска директива от 27 февруари 1469 г., с която се увеличава годишната му издръжка от 800 на 7000 дуката, давайки му възможност да се посвети на мечтаното военно дело. Джанфранческо остава на служба при папата до края на 70-те години, действайки в регионите Романя и Болоня под командването на Федерико да Монтефелтро, като носи титлата на гонфалониер на Църквата.

### Зрели години
На 12 юни 1478 г. губи баща си, а два дни по-късно брат му Федерико е официално признат за нов маркиз. Той получава титлата и контролa над централната власт в Мантуанската държава. Въпреки това въпросът за териториалното разпределение остава спорен – завещанието на баща му не е открито, нито е запазено негово копие. Майка му твърди, че познава съдържанието на завещанието и провежда дискретна среща с Джанфранческо и братята му след смъртта на баща им. В резултат тя разпределя определени области от територията в полза на кадетските клонове. Бързината на действията прави съмнителна тезата, че това е било импровизиран акт, а не предварително обмислено решение, целящо мир между наследника и останалите синове. На Джанфранческо и брат му, кардинал Франческо, са предоставени важни имоти – Боцоло, Изола Доварезе, Сабионета, Сан Мартино дал'Арджине, Ривароло, Виадана, Гацуоло и други земи в епархията на Кремона. През следващите месеци Федерико осъществява размени с братята си с цел да си върне стратегически важни територии – например заменя Виадана с Родиго (31 юли 1478 г.).
През февруари 1479 г. братята постигат окончателно споразумение, ратифицирано на 10 юни от император Фридрих III, с което Родиго е въздигнато в графство. Това бележи важен момент в териториалната и династична история на Гонзага: нововъзникналите маркграфства и княжества от това разделение се превръщат в независими владения, неподвластни на основния клон. Джанфранческо става основател на две княжески линии – на херцозите на Сабионета и на принцовете на Боцоло.
През 1478 – 1484 г. служи като наемен командир за херцога на Милано – участва в битката при Поджо Империале (септември 1479 г.), както и във войната срещу Венеция във Ферара през 1482 г., като съпровожда Федерико да Монтефелтро на конгреса в Кремона (февруари 1483 г.). След смъртта на брат му кардинал Франческо в Болоня (октомври 1483 г.) въпросите около наследството и дълговете му продължават да тежат на Джанфранческо до началото на 90-те г.
След смъртта на брат му Федерико през юли 1484 г. и сключения мир в Баньоло (август 1484 г.) Джанфранческо се оттегля в земите си, ограничавайки участието си във военни кампании, макар да остава на служба при миланските херцози. 
Отношенията с племенника му Франческо, новия маркиз, не са безпроблемни – младият владетел разчита повече на доверени местни съветници, като Франческо Секо и Еузебио Малатеста, отколкото на своите чичовци. През 1487 г. напрежението достига връхна точка, когато ферареецът Паоло Ерба, свързан с епископ Лудовико, обвинява Джанфранческо, брат му Родолфо и самия епископ в заговор за убийството на маркиз Франческо и Франческо Секо. Планираният извършител – Еванджелиста Гонзага, братовчед, е арестуван, а чичовците се оттеглят. През 1491 г. Секо също е отстранен, обвинен в заговор срещу маркиза, което отваря пътя за помирение между Франческо и чичовците му.

### Последни години
Джанфранческо посвещава годините след това на развитието на своите владения – укрепява Боцоло и Родиго, превръщайки ги в оживени центрове с помощта на съпругата си Антония дел Балцо. Тя е дъщеря на херцога на Андрия Пиро дел Балцо и член на елитната неаполитанска аристокрация. Омъжена за Джанфранческо през юни 1479 г., тя му ражда три дъщери и трима сина. Тя умира през 1538 г., след като превръща Боцоло в истински малък княжески двор.
Последните дни от живота му преминават спокойно: умира на 49 г. след кратко боледуване на 28 август 1496 г. Запазени са както завещанието му (от 26 август 1496 г.), така и описът на имуществото му.

## Брак и потомство
∞ 17 юли 1479 г. за Антония дел Балцо (* 1461, † 16 януари 1538), дъщеря на Пиро дел Балцо, херцог на Андрия и княз на Алтамура, и на Мария Доната дел Балцо Орсини, от която има четири сина и осем дъщери:
- Дъщеря († 23 декември 1479), родена преждевременно
- Лудовико Гонзага (* 1480, Боцоло, † юни 1540, Сабионета), втори граф на Сабионета (1496 – 1540), граф на Родиго (1496 – 1499), сеньор на Боцоло (1529 – 1540) и Остиано (1511 – 1540), ∞ 1497 за Франческа Фиески († август 1528), дъщеря на Джан Луиджи Фиески, господар на Генуа, граф на Лаваня, и на Катерина дел Карето, от която има 5 сина и 6 дъщери;
- Барбара Гонзага (* 1482, † 1558, Виадана), ∞ март 1499 в Боцоло за Джанфранческо Сансеверино, граф на Каяцо, от когото има 1 син
- Федерико Гонзага (* ок. 1480, Боцоло, † 28 декември 1527, Тоди), ∞ за Джована Орсини, от която има 3 сина
- Доротеа Гонзага (* 1485, † 1538), ∞ за Джанфранческо Акуавива д'Арагона, маркиз на Битонто, от когото има 1 син и 2 дъщери
- Сузана Гонзага (* 1485, † 1556, Петралия Сотана), ∞ 1515 за Пиетро ди Кардона, граф на Колезано и баорн на Назо, от когото има 1 син и 2 дъщери
- Камила Гонзага (* 1488, Боцоло, † 1529, Атрипалда), ∞ 1518 за Алфонсо Гранай Кастриота, маркиз на Атрипалда, от когото има 3 сина и 2 дъщери
- Елеонора Гонзага (* 1488, † март 1512, Трир) ∞ 30 март 1500 за Кристоф фон Велденберг-Хайлигенберг, граф на Верденберг-Хайлигенберг-Зигмаринген, от когото има 2 сина и 4 дъщери
- Пиро Гонзага (*1490, † 22 януари 1529, Гацуоло), граф на Сабионета, граф на Родиго (1499 – 1521), сеньор на Боцоло (1527 – 1529) и на Сан Мартино дал'Арджине (1527 – 1529), ∞ за Емилия Камила Бентивольо (1480?, † 1529), от която има 2 сина и 5 дъщери
- Антония Гонзага (* 1493 – 1540), ∞ 1. за Алфонсо Висконти († 1520, Милано), граф на Саличето, от когото има 5 сина и 4 дъщери 2. за Филипо Торниели († 1556, Новара), маркиз на Караваджо и граф на Мелцо, от когото има 1 син и 1 дъщеря
- Джована Гонзага, ∞ за Уберто Палавичино, маркиз на Дзибело, от която има деца
- Джанфранческо Гонзага (* 1493, † 1500)

Има и две извънбрачни деца:
- Фебо Гонзага (ок. 1462, † 12 май 1504, Ривароло), кондотиер; ∞ за Маргерита д'Есте, извънбрачна дъщеря на Алберто д'Есте, от която има 2 сина и 3 дъщери
- Антония Гонзага, монахиня в Сервитския манастир в Мантуа

- Портрети на някои от децата му
- Лудовико
- Барбара
- Федерико
- Пиро